# 利特尔顿港
利特爾頓港／華卡拉波（Lyttelton Harbour / Whakaraupō）是新西兰坎特伯雷大区海岸的班克斯半島的两个主要海湾（港灣）之一；另一个是阿卡罗阿港。港口位于班克斯半岛火山的一個被侵蚀的破火山口中。利特爾頓就位於港灣附近。